# Beechcraft Modelo 76 Duchess

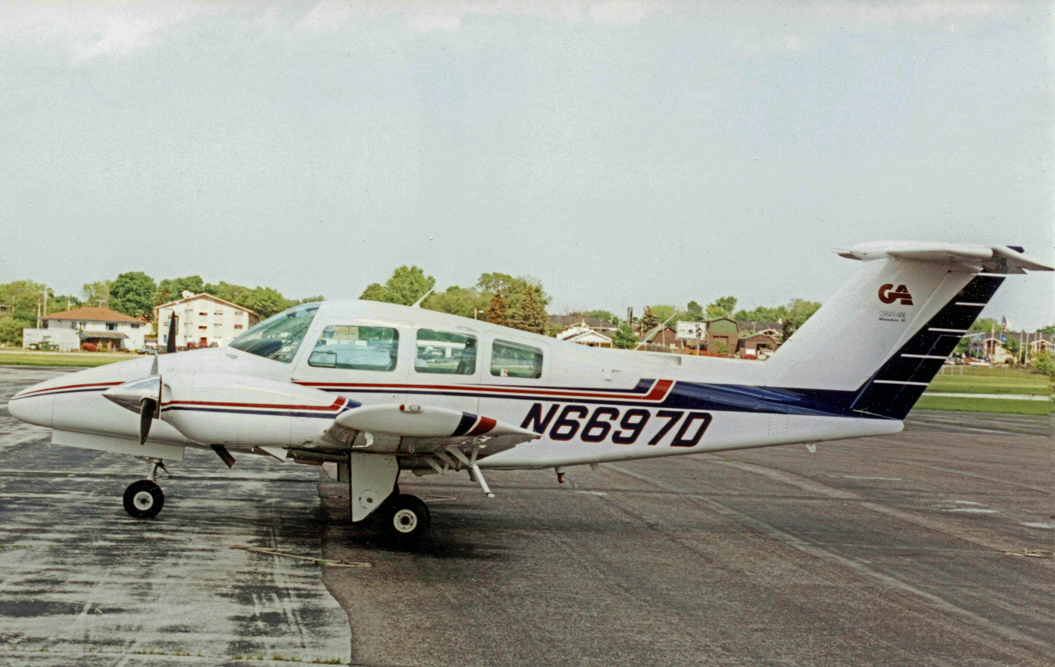
Duchess modelo de 1979 registrado en los Estados Unidos.

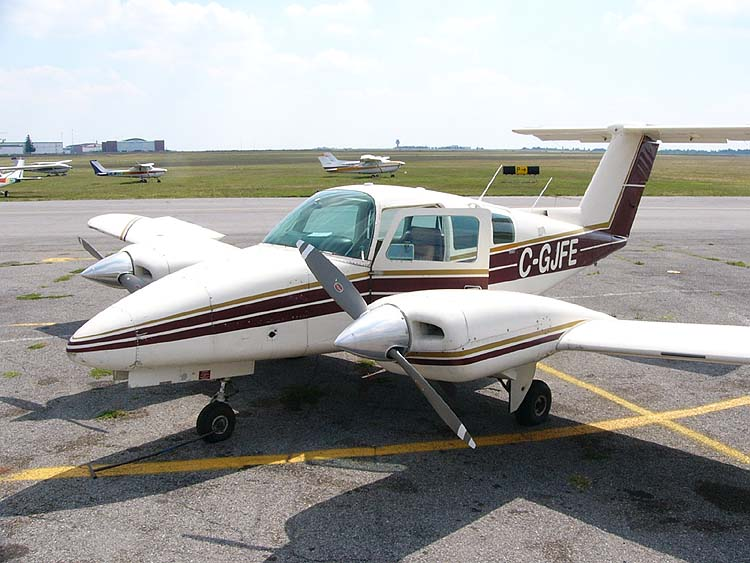
Duchess modelo de 1979.

El Beechcraft Modelo 76 Duchess es un avión utilitario bimotor construido por el fabricante aeronáutico estadounidense Beechcraft a partir del Beechcraft Musketeer. El Duchess es una aeronave de cuatro plazas de ala baja, tren de aterrizaje rectráctil, y cola en T. Está equipado con dos motores Lycoming O-360-A1G6D de 180 hp (134 kW).

## Desarrollo y diseño
El Duchess fue desarrollado por Beechcraft desde el monomotor Beechcraft Musketeer.
El prototipo voló por primera vez en septiembre de 1974, volando la primera versión de producción el 24 de mayo de 1977. Las entregas a los Beech Aero Centers comenzaron a principios de 1978.
El Model 76 fue diseñado como un económico entrenador bimotor para los Beech Aero Centers y para competir con el similar Piper PA-44 Seminole, así como con el Cessna 310.
El Model 76 incorpora motores que giran en sentido contrario para eliminar el efecto de motor crítico en operaciones con un solo motor.
El ala del Duchess es de construcción de panal de abeja encolado en vez de remachado, para reducir los costes y producir una superficie aerodinámicamente más suave.
El Duchess ya no se fabrica, pero quedan grandes cantidades en estado de vuelo en escuelas por todo el mundo.

### Cola en T
El uso de una cola en T en el Model 76 generó una recepción crítica mixta cuando el avión fue presentado. Plane & Pilot dijo: "Las extraordinarias características de diseño del nuevo Duchess incluyen una aerodinámicamente ventajosa cola en T, que emplaza las superficies horizontales por encima del rebufo de la hélice para obtener una mejor estabilidad y manejo", mientras que Gerald Foster dijo: "El interés de Beechcraft por las colas en T fue quizás una pretensión desencadenada por su amplio uso en los aviones de pasajeros a reacción".

## Especificaciones (Modelo 76)
Referencia datos: Jane's All The World's Aircraft 1980–81 y Beechcraft Duchess Pilot Operating Handbook

### Características generales
- Tripulación: 1 o 2
- Capacidad: 2 o 3 pasajeros
- Longitud: 8,9 m (29,1 ft)
- Envergadura: 11,6 m (38 ft)
- Altura: 2,9 m (9,5 ft)
- Superficie alar: 16,8 m² (180,9 ft²)
- Perfil alar: Raíz: NACA 63A413.2; Punta: NACA 63A415[6]
- Peso vacío: 1116 kg (2459,7 lb)
- Peso cargado: 1590 kg (3504,4 lb)
- Peso útil: 668 kg (1472,3 lb)
- Peso máximo al despegue: 1772 kg (3905,5 lb)
- Planta motriz: 2× motor bóxer Lycoming O-360-A1G6D.
  - Potencia: 134 kW (185 HP; 182 CV) cada uno.

### Rendimiento
- Velocidad nunca excedida (Vne): 359 km/h (223 MPH; 194 kt)
- Velocidad máxima operativa (Vno): 525 km/h (326 MPH; 283 kt)
- Velocidad crucero (Vc): 285 km/h (177 MPH; 154 kt)
- Velocidad de entrada en pérdida (Vs): 111 km/h (69 MPH; 60 kt)
- Alcance: 1445 km (780 nmi; 898 mi)
- Techo de vuelo: 5990 m (19 652 ft)
- Régimen de ascenso: 6,3 m/s (1240 ft/min)

### Desarrollos relacionados
- Beechcraft Musketeer

### Aeronaves similares
- Gulfstream American GA-7 Cougar
- Piper Seminole

### Secuencias de designación
- Secuencia Numérica (interna de Beechcraft): ← 65 - 70 - 73 - 76 - 77 - 80 - 85 →